# Hyde, Jekyll, Me
Hyde jekyll, na (hangeul : 하이드 지킬, 나 ; RR : Haideu Jikil, Na ; également connu sous le titre Hyde, Jekyll and Me ou Hyde, Jekyll and I) est une série télévisée sud-coréenne diffusée en 2015 sur SBS en Corée du Sud avec Hyun Bin et Han Ji-min.

## Synopsis
Gu Seo-jin est un chaebol de troisième génération qui dirige le parc à thème Wonder Land. Il a apparemment tout — l'intelligence, le physique et la fortune. Cependant un incident traumatisant dans son enfance lui a fait développer une double personnalité (trouble dissociatif de l'identité). Il est froid, impitoyable et reclus, mais son alter est à l'opposé, un homme doux, ouvert et serviable.
À la suite d'un incident, Seo-Jin veut se débarrasser du cirque de son parc à thème, Wonder Land. Il évoque également les faibles ventes de billets et des coûts d'entretien et de réparation élevés. Mais il rencontre un obstacle, la directrice du cirque Jang Ha-Na. Elle a pour vœux de sauver le cirque de l'échec et rêve ainsi de lui redonner son succès et sa popularité en lui faisant retrouver son ancienne gloire. Cependant, ses sentiments envers Seo-Jin vont rendre les choses plus compliquées.

## Distribution

### Acteurs principaux
- Hyun Bin : Gu Seo-jin/Robin[2]
- Han Ji-min : Jang Ha-na[3]
  - Jung Ji-so : Jang Ha-na jeune
- Sung Joon : Yoon Tae-joo[4]
- Lee Hyeri : Min Woo-jung

### Acteurs secondaires
- Lee Seung-joon : Kwon Young-chan
- Han Sang-jin : Ryu Seung-yeon
- Shin Eun-jung : Kang Hee-ae
- Lee Deok-hwa : Gu Myung-han
- Kim Do-yeon : Han Joo-hee
- Kwak Hee-sung : Sung Seok-won
- Lee Se-na : Choi Seo-hee
- Lee Joon-hyuk : Policier Na
- Moon Yeong-dong : Park Hee-bong
- Lee Won-keun : Lee Eun-chang
- Oh Na-ra : Cha Jin-joo
- Maeng Sang-hoon : Directeur Min

## Diffusion
- SBS (2015)
- Line TV
- TVB Korean Drama
- Netflix

### Sources
- (en) Cet article est partiellement ou en totalité issu de l’article de Wikipédia en anglais intitulé « Hyde, Jekyll, Me » (voir la liste des auteurs).